# František Mysliveček
František Mysliveček (19 giugno 1965) è un ex calciatore ceco, di ruolo centrocampista.